# Az iszlám Kairó
Az iszlám Kairó (arabul: قاهرة المعز) néven Egyiptom fővárosában az új, modern negyedek – a mai Kairó központja – megépülése előtti városrészt nevezzük. A terület magja az a fallal körülvett városrész, amelyet a Fátimidák alapítottak 969-ben. Kairónak ez a történelmi negyede 1979 óta szerepel az UNESCO kulturális világörökségek listáján.
A világon ebben a városnegyedben található a legtöbb középkori iszlám műemlék. Csúcsos minaretek és kupolák nyújtózkodnak az ég felé, tanúiként egy olyan kornak, amikor Kairó a világ leggazdagabb városa volt. Műemlékek ezrei sorakoznak az út menti márványkutaktól kezdve a medreszéken és mauzóleumokon át a látványos mecsetekig. Mivel a terület egy nagyvárosi körzet szívében helyezkedik el, otthont kell adnia az egyre sűrűsödő 21. századi lakosságnak, amely ma is itt él a középkori negyedekben. A vízvezeték- és csatornahálózat elavult, a népsűrűség óriási, ezért akik tehetik, elköltöznek innen.
Az iszlám Kairó több négyzetkilométernyi területen fekszik, felfedezése több napot – akár egy hetet – is igénybe vehet. A fontos épületek szerencsére tömböt alkotnak egy lineáris, kényelmesen végigjárható útvonal mentén, de ez is több kilométer hosszú.

## Történet
Az arabok 641-ben hódították meg Egyiptomot Amr ibn al-Ász vezetésével. Ő alapította meg Fusztát városát 643-ban (a mai Kairó déli részén), mely sokáig a tartomány központja és az észak-afrikai terjeszkedés kiindulópontja volt. Ezt a várost illetik Ó-Kairó néven. A hatalmi torzsalkodások következtében a 8. század közepén al-Fusztát az Abbászidák kezére került, akik északkeleti irányban tovább bővített várost nagy katonai táborrá építették ki, és nevét al-Aszkarra (jelentése: „tábor”) változtatták. A 9. században az Abbászidák bérbe adták Egyiptomot a törököknek. Az első, 868-ban önállósodó emírdinasztia, a Túlúnidák alapítója Ahmed ibn Tulún a régi várostól északra nagyarányú építkezéseket indított el, és hatalma megszilárdítása érdekében 30 000 fő befogadására alkalmas katonai tábort is létesített. Az új főváros az al-Katái („őrség”) nevet kapta. Bár a Túlúnidák 905-ös bukásakor központjukat nagyrészt lerombolták, hamarosan újra benépesült, és Kairó később bekebelezte.
A mai iszlám Kairót (amelyet Fátimida-Kairónak is hívnak) 969-ben a fátimida hódító Dzsavhar asz-Szikillí alapította, amikor elragadta az Ihsídida emírektől Egyiptomot és új kalifátusa székhelyének tette meg. A város új elnevezése ekkor lett al-Qahira (Kairó). A későbbi metropolisz több kisebb, fokozatosan összekapcsolódó városból jött létre. Itt-ott falakkal körbevett történelmi negyedében több mint hatszáz nyilvántartott műemlék található. Az évszázadok során a területet egymást követő dinasztiák uralkodói irányították, köztük Szaladin szultán a 12. század végén, valamint a mameluk szultánok 1250 és 1517 között. A város a 16. századtól a 19. századig az Oszmán Birodalom része volt. A fátimida korszak legszebb műemlékei az El-Azhar negyedben találhatók, köztük három városkapu, a városfal négyzet alaprajzú tornyai és öt mecset. Az El-Aznar mecset, Egyiptom harmadik legrégebbi mecsete 970 és 972 között épült. Az épületegyüttes egy részében 989-től az iszlám szunnita irányzatának jogi és arab nyelvű egyeteme működik, igazgatója napjainkban is az ország legmagasabb rangú vallási tekintélye. A városkép meghatározó eleme a Citadella, építése 1176-ban kezdődött Szaladin szultán utasítására. Az erődítmény nagy részét 1825-ben egy lőporrobbanás elpusztította, majd 1830-tól itt épült fel a Mohamed Ali-, más néven Alabástrom-mecset.

## Főbb látnivalók

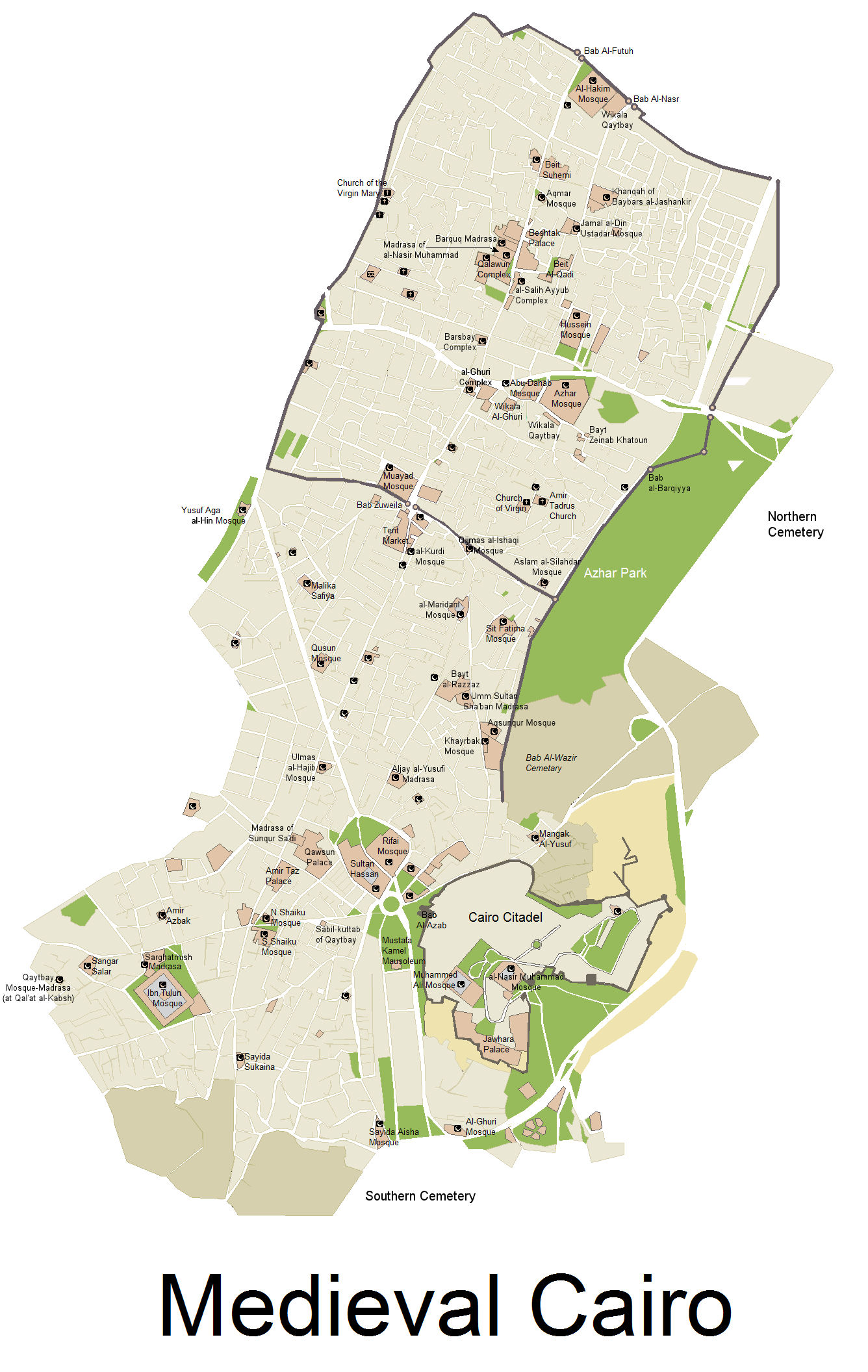
Angol nyelvű térkép Kairó óvárosáról

- Khán el-Khalíli bazár és sikátorok
- Al-Azhar mecset és egyetem
- el-Hakim mecset
- Ibn Túlún-mecset
- Mohamed Ali-mecset
- Hasszán szultán és Er-Rifai-mecset
- Citadella
- Medreszék, mauzóleumok (Barkuk, Kaálun, Mohamed Nászir)
- Városkapuk (Báb az-Zuvejla, Báb al-Futuh, Báb al-Naszr)
- Iszlám művészetek múzeuma
- Amr-mecset, a legrégibb mecset (642-827), Dél-Kairóban található)

## Galéria

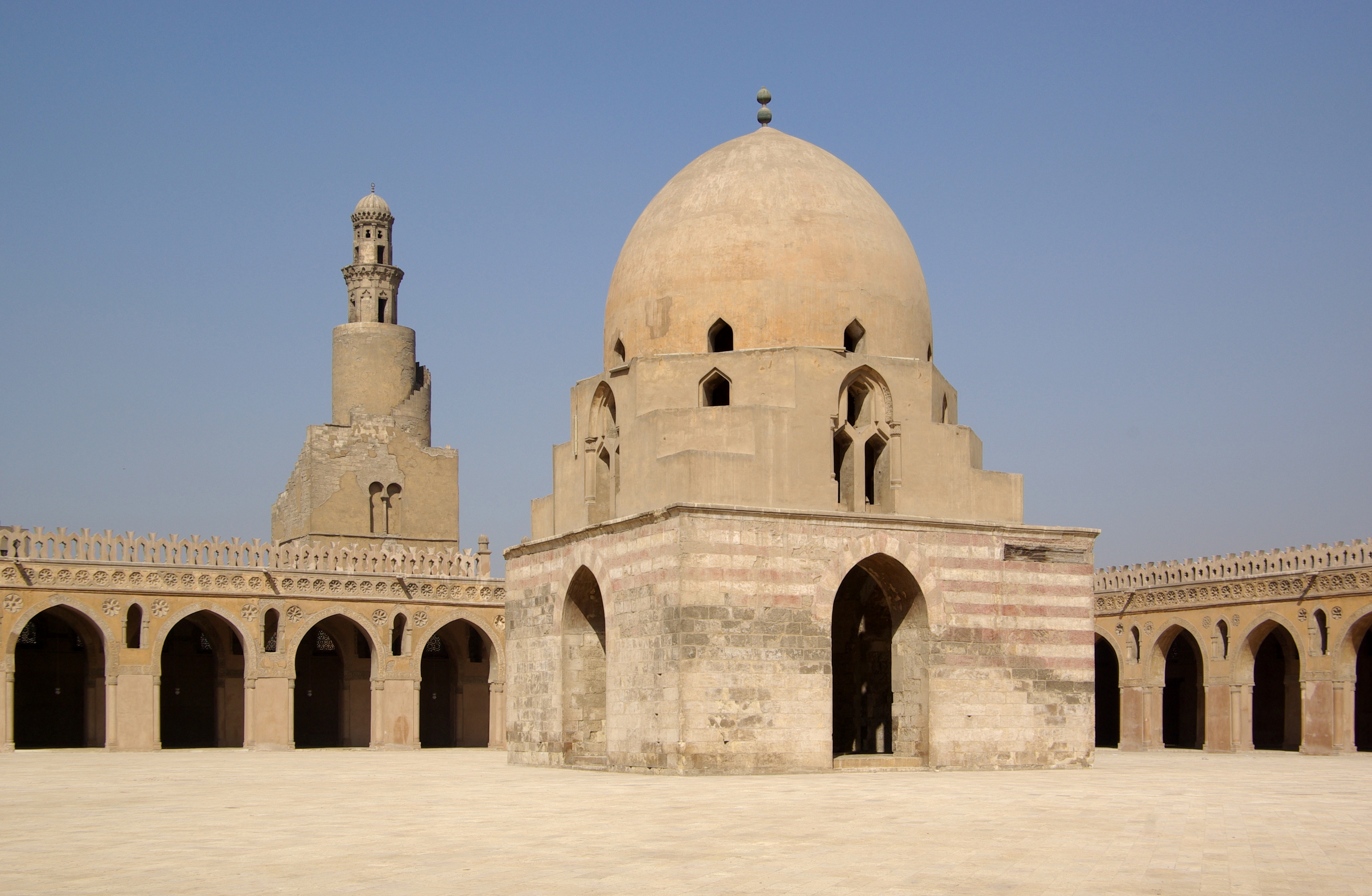
Ibn Túlún-mecset
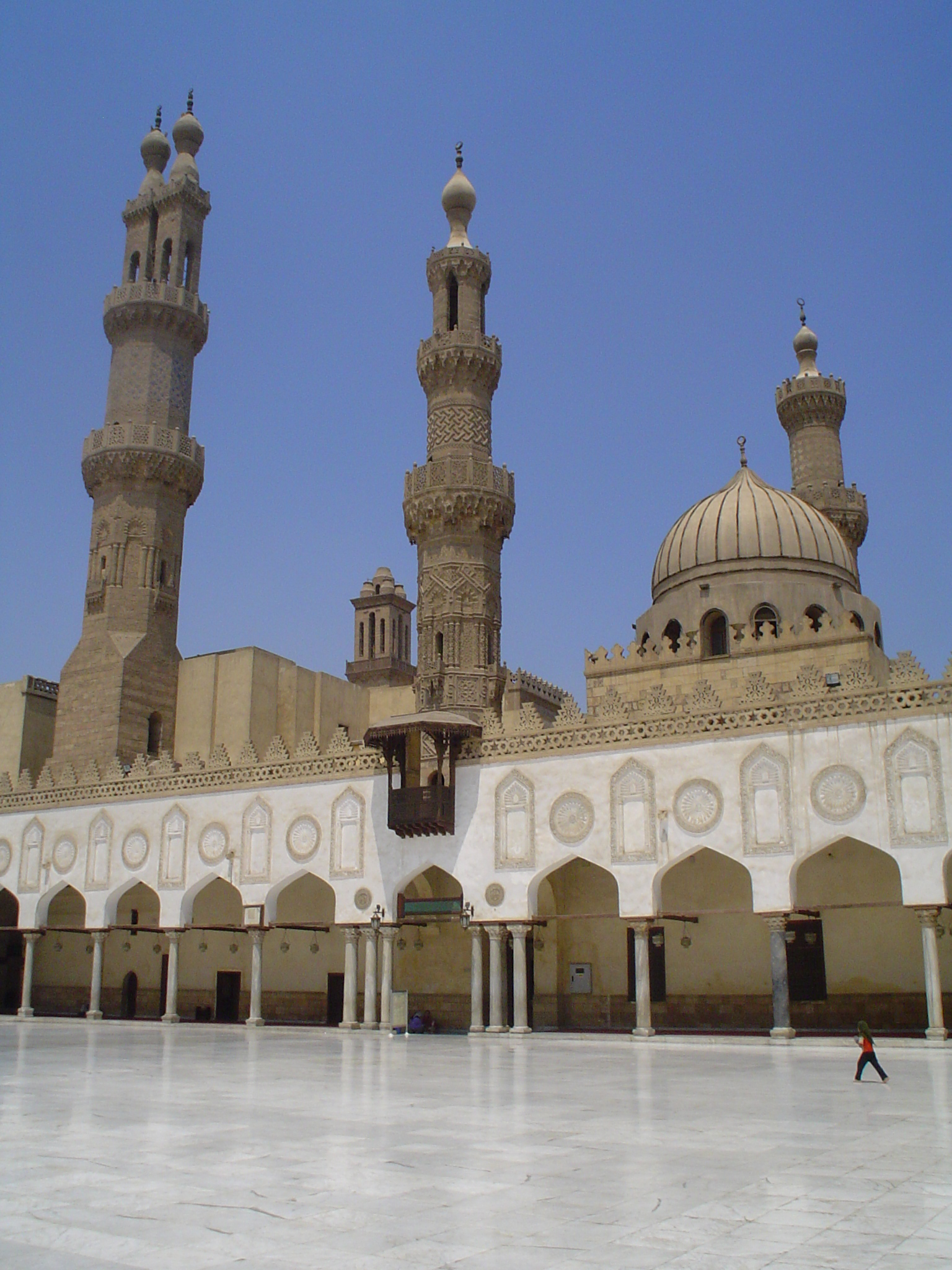
El-Azhar mecset
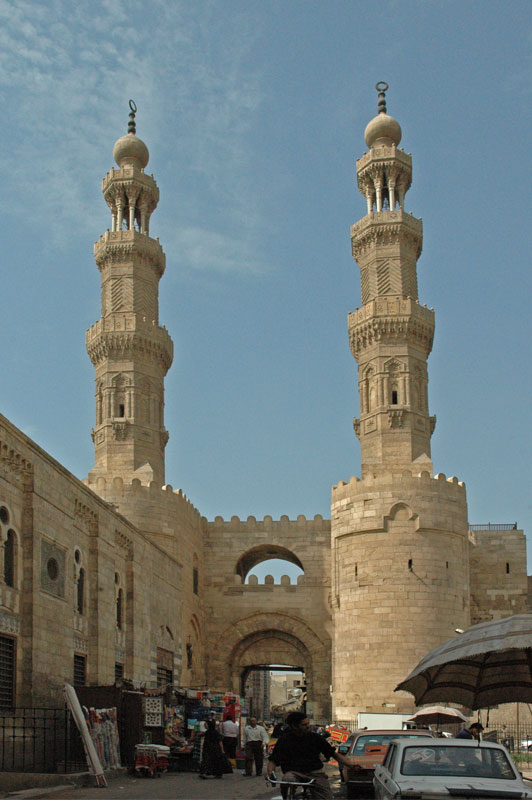
Báb az-Zuvejla kapu
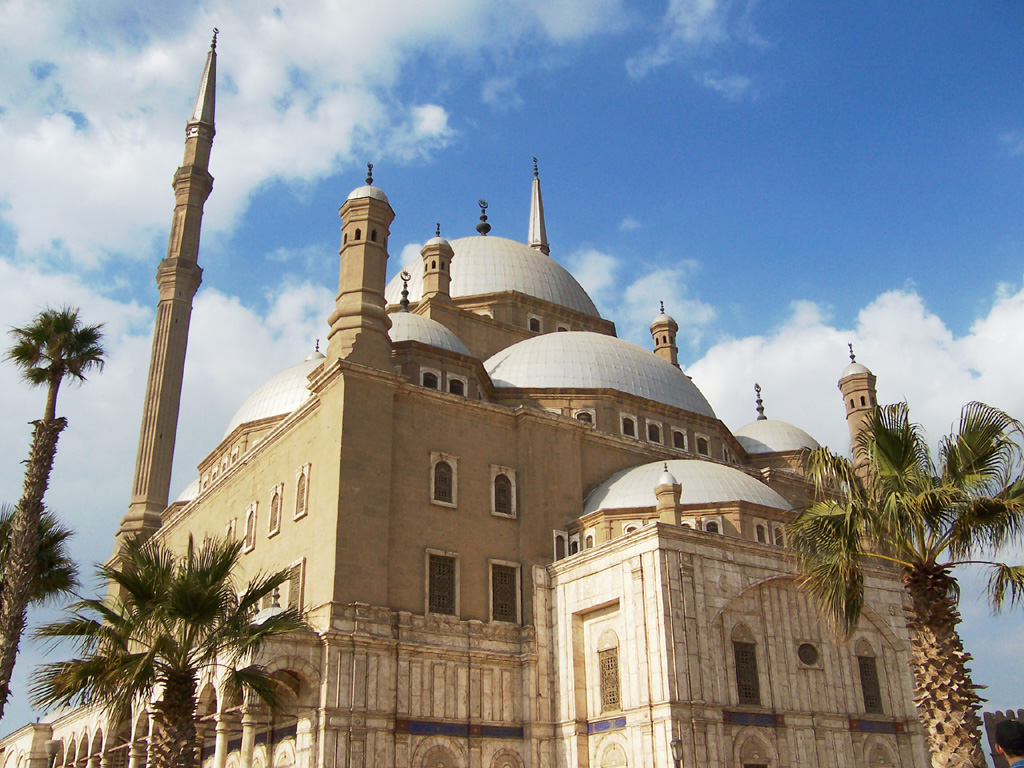
Mohamed Ali basa mecset
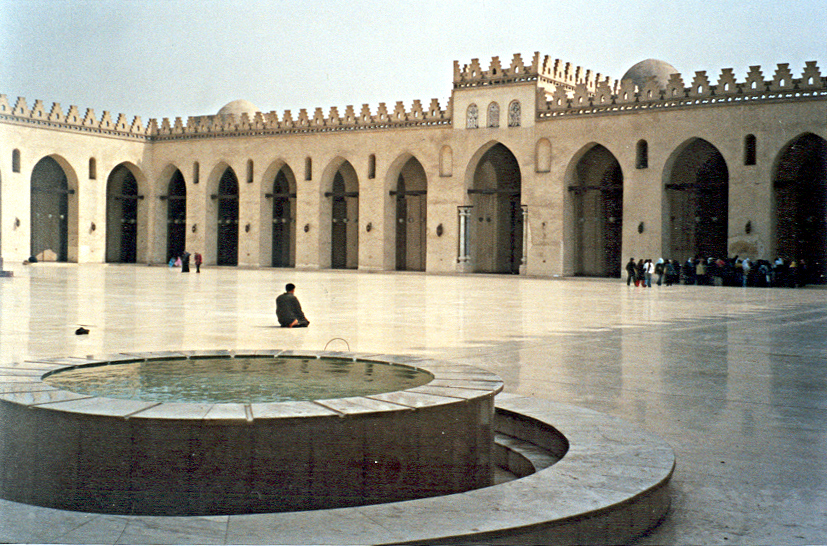
El-Hakim mecset
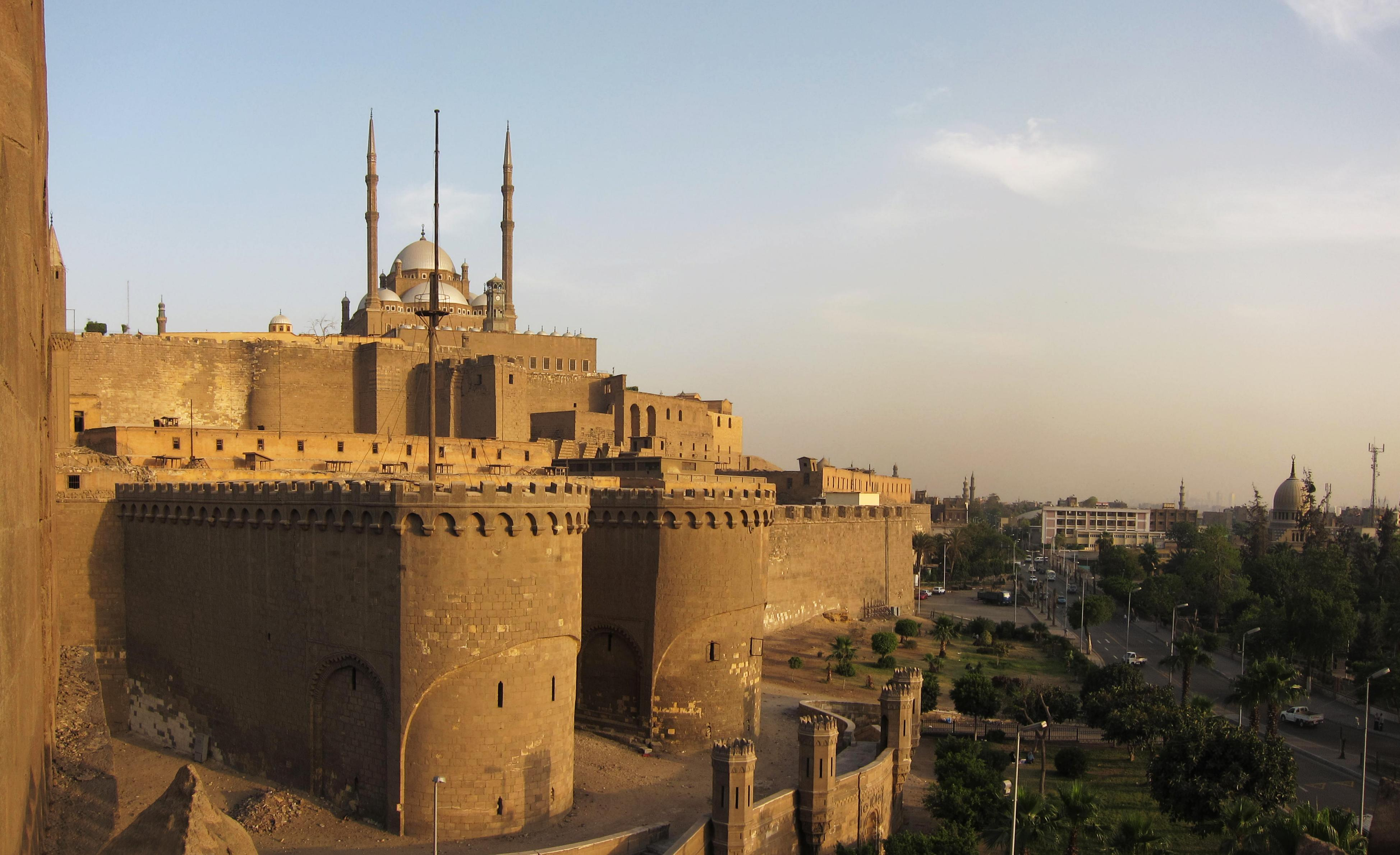
Citadella
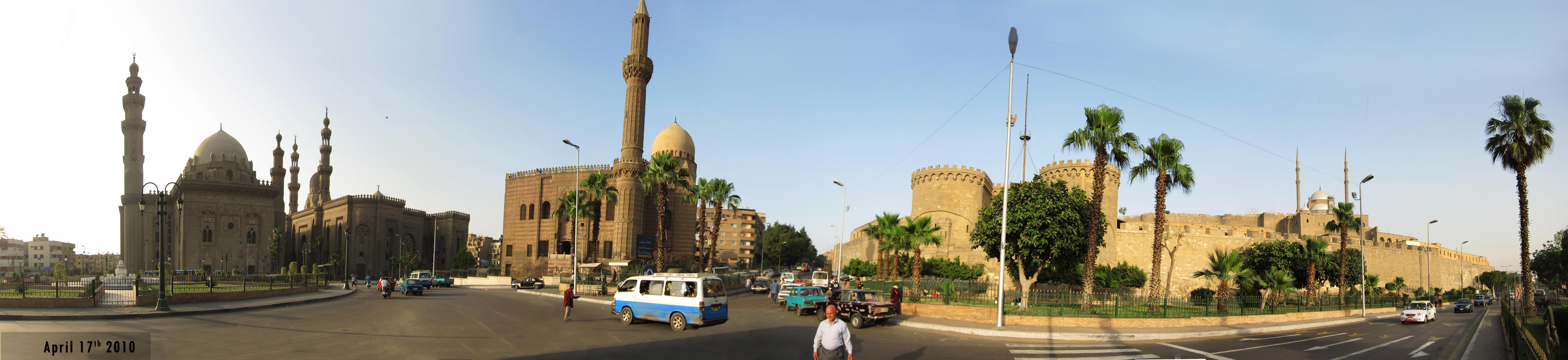